# Cheval crème
Vous lisez un « bon article » labellisé en 2018.
Le cheval crème (pluriel : chevaux crème) est un type de chevaux de selle, caractérisé par une robe à double dilution par le gène crème. Un registre est créé pour ce cheval de couleur aux États-Unis dès 1937, sous l'appellation erronée d′Albino, puis clarifié avec la création d'une section crème séparée en 1980. En France, le cheval crème est enregistré parmi les races de chevaux de selle d'origine étrangère depuis 2005, bien qu'il ne réponde pas à la définition zootechnique d'une race.
Un cheval crème doit obligatoirement avoir un modèle de cheval de selle et porter une robe spécifique, avec un pelage et des crins dans les tons blancs à crème foncé, dite cremello, perlino ou crème fumé. Cette couleur particulière ne nuit pas à l'espérance de vie de l'animal, mais elle entraîne une vulnérabilité accrue de sa peau rose aux coups de soleil. Du fait des différentes races constitutives, il peut exister de grandes variations de modèle. Le registre français s'oriente vers la sélection d'un cheval de sport, d'assez grande taille. Ces chevaux se sont surtout fait connaître dans le domaine du spectacle équestre. Ils sont aptes à la plupart des disciplines d'équitation. Les 8 000 sujets répertoriés dans le monde en 2016 se trouvent principalement aux États-Unis. Des élevages existent aussi en France et en Belgique.

## Dénominations
Le nom anglais de ces chevaux est American cream and white horse (chevaux crème et blanc américains), mais ils sont également appelés cremellos. L'ancienne dénomination « albinos » est impropre. Elle provient d'une confusion passée entre le gène Crème, la robe blanche du cheval et l'albinisme : il a depuis été démontré que les chevaux véritablement albinos (yeux rouges) ne sont pas viables.

## Histoire

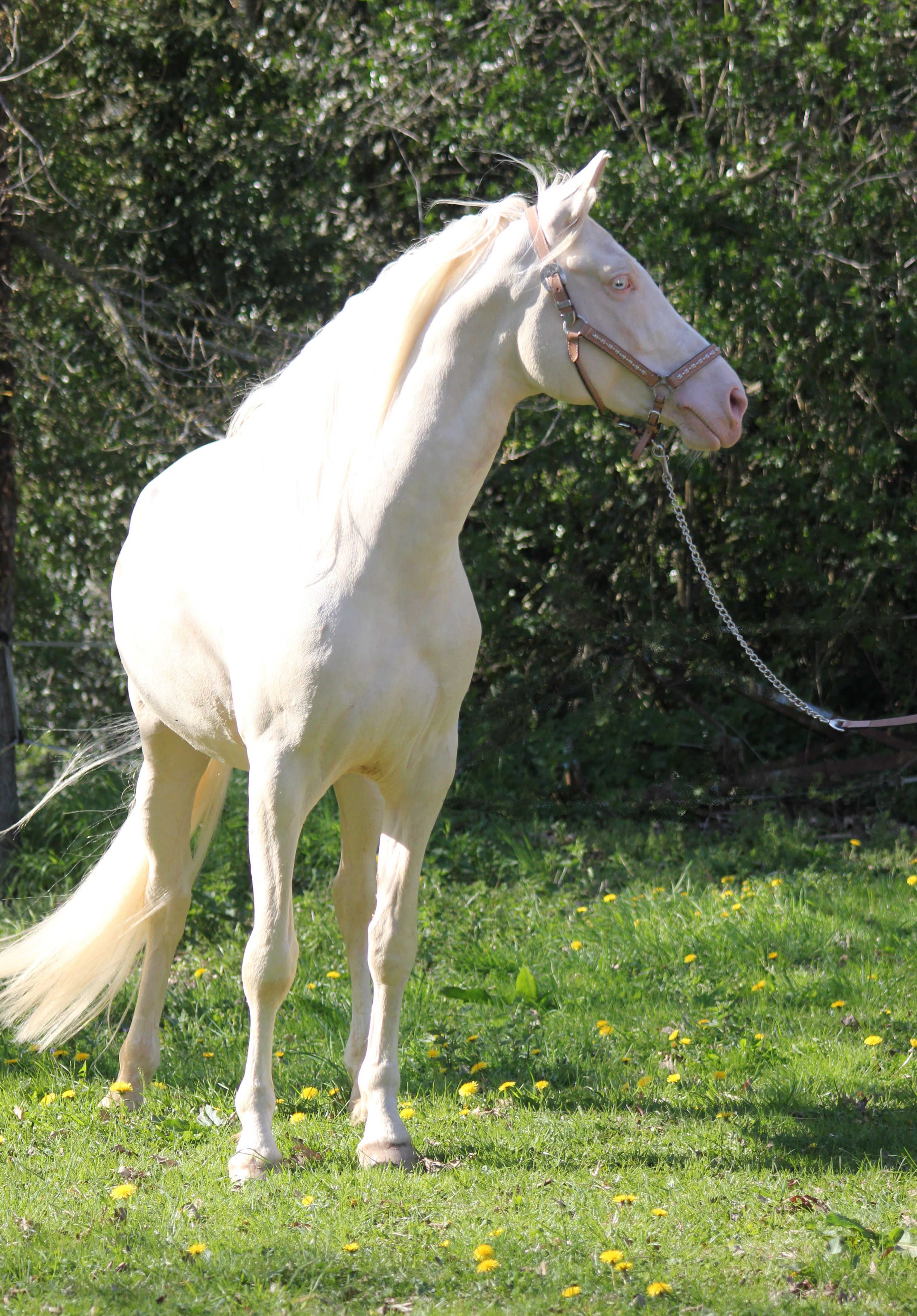
Cheval crème, vu de face.

L'origine du cheval crème est  américaine, due à un éleveur de chevaux et de bovins Hereford, Caleb Thompson, qui acquiert en 1917 un étalon à la robe blanche, Old King. Il fournit alors principalement des compagnies de cirque à la recherche de chevaux blancs. Sa ferme est hypothéquée pendant la Grande Dépression, mais il parvient à redémarrer un élevage dans le Nebraska avec son épouse, Ruth Hackenberg, qui sélectionne un autre étalon après la mort d'Old King : Grant XV. Ils font connaître leur élevage dans tous les États-Unis. En 1937, ils créent un registre généalogique à Stuart, l’American Albino Horse Club, pour les chevaux portant une robe de couleur crème ou blanche. 
La popularité de cette nouvelle race s'accroit « démesurément » après la Seconde Guerre mondiale. Lorsque Caleb Thompson décède en 1963, le registre compte plus de 3 000 chevaux. La gestion du registre est déplacée à Crabtree (en) et prend le nom d’American Albino Association (A.A.A.). Il s'internationalise et, en 1970, se sépare en deux branches, l’American White et l’American Creme. Le nom « albino » est définitivement supprimé en 1980, l’association étant connue sous le nom de American White and American Creme Horse Registry. Ainsi, la création du véritable registre de chevaux Crème date de 1980.
Tous les propriétaires de chevaux de selle portant une robe crème et qui en font la demande sont dès lors inscrits dans l′American Creme Horse Registry. Ces chevaux sont de différentes races, notamment Quarter Horse, Lusitanien, Pure race espagnole, Barbe et Arabe. L'étalon fondateur du registre était probablement issu d'un croisement entre Arabe et Morgan.
En 1990 (ou 1991), Vanessa Jenkins crée l'association française du cheval crème (AFCC), en tant que filiale de l’association américaine,. En 2002, l'association française ferme les inscriptions de chevaux à titre initial, seuls les chevaux issus de parents inscrits dans le registre peuvent être considérés comme de « race » crème au titre de l'ascendance. Le but est d'homogénéiser les modèles, pour permettre une sélection visant à constituer une race à part entière.
Le cheval crème est reconnu parmi les races de chevaux d'origine étrangère par les Haras nationaux et le ministère de l’Agriculture en France le 15 mars 2005,, entre autres sous l'impulsion de Vanessa Jenkins. En 2009, l’American Creme Horse Association rouvre son registre, afin d'augmenter la diversité génétique des effectifs. Le registre français est rouvert à son tour en 2015, pour les mêmes raisons.

## Description

Œil bleu d'un cheval crème.

Ce cheval ne correspond pas à la définition zootechnique d'une race, du fait de variations importantes dans le modèle et de l'ouverture du studbook à plusieurs courants de sang constitutifs. Issu de races différentes, il présente des variations de types parfois importantes,,. La taille doit être supérieure à 1,48 m. Désormais sans limite supérieure, elle a longtemps été limitée à 1,65 m, avec une moyenne entre 1,55 m et 1,60 m. Le poids varie de 400 à 500 ou 550 kg.
La tête doit être expressive, dotée de grands yeux et de ganaches bien dessinées,. L'encolure doit avoir une attache fine et une longueur de moyenne à longue,. L'épaule est musclée et inclinée, le poitrail profond, le dos court, le rein large, et la croupe arrondie et musclée,. Les paturons sont obliques et de longueur moyenne,. Les crins sont fins.
Le caractère est réputé être volontaire, gentil et docile, aussi bien chez les sujets français que chez les sujets américains.

### Robe

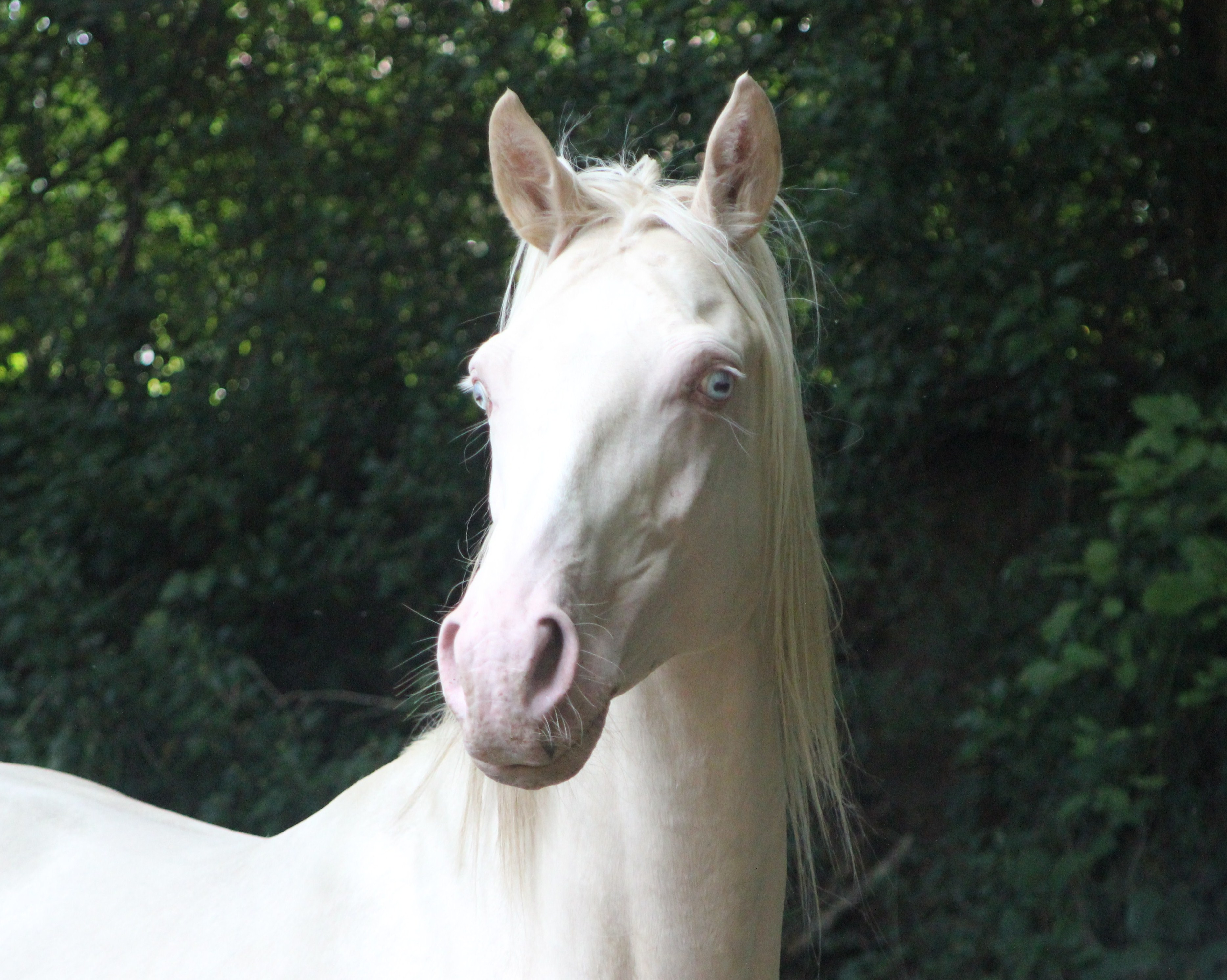
Tahlyn Equi'Rev, étalon crème aux origines arabes.

Ces chevaux sont très proches de l'apparence « blanche ». La robe doit toujours porter une double dilution par le gène Crème, dans sa variante cremello (base alezane), perlino (base baie) ou crème fumé (base noire). Les palomino et isabelle sont admis en réserve d'élevage. Les gènes Champagne et Gris sont éliminatoires. La couleur des crins et de la queue varient du blanc au crème foncé. La peau doit être rose. Des taches noires autour des yeux, de la bouche ou sur les parties génitales sont admises, mais la peau mouchetée ou marbrée est éliminatoire,. La robe n'étant pas tout à fait blanche, des marques blanches (liste, balzanes...) sont possibles et autorisées. Les sabots sont très clairs.
La couleur de robe claire est particulièrement salissante, rendant nécessaire un pansage régulier pour conserver l'esthétique de ces chevaux.

### Santé
La couleur de ces chevaux est source de nombreux préjugés, ainsi une croyance répandue veut que les chevaux de robe très claire soient faibles et aient une mauvaise vue, d'autres qu'ils deviennent aveugles ou sourds avec l'âge, autant de croyances qui ne reposent sur aucun fondement scientifique. Il n'existe aucune preuve que la corne blonde des sabots soit plus tendre que la corne noire,. De même, l'espérance de vie des chevaux crème semble se situer dans la norme.
En revanche, il est possible que leurs yeux bleus soient plus sensibles aux variations lumineuses. Bien que certains éleveurs le contestent, la peau rose entraîne une vulnérabilité aux coups de soleil,,, rendant nécessaire pour ces chevaux la présence d'un abri contre le soleil, en particulier aux heures les plus exposées, autour de midi. Cela fait du Crème un cheval peu adapté aux régions tropicales ou désertiques. D'après la zootechnicienne Temple Grandin, les animaux aux yeux bleus et à peau rose, y compris les chevaux, ont globalement davantage de problèmes que les animaux dont la peau et les yeux sont foncés, comme pour tout animal domestique éloigné de son type naturel.

### Sélection
Aux États-Unis, le cheval crème est toujours considéré comme un registre de couleur. Ce registre suit des critères stricts d'ascendance, de couleur de robe et de tempérament recherché. Le registre français admet en croisement les Quarter Horse, Lusitanien, Pure race espagnole, Barbe et Pur-sang arabe. Le stud-book français s'oriente vers un modèle de cheval de sport et effectue une sélection sur le caractère. Ainsi, la taille des sujets français tend à l'augmentation. La recherche d'homogénéisation en vue de la constitution d'une race n'est cependant pas acquise, car la plupart des éleveurs recherchent des morphologies très typées ibérique, américaine ou arabe.
Pour être admis à l'enregistrement, les chevaux présentés doivent avoir des origines connues sur trois générations, sans origines de cheval de trait. Pour être acceptés comme reproducteurs, les animaux du registre français doivent aussi être testés (depuis 2012) pour vérifier l'absence des gènes Perle, gris et champagne. Les yeux doivent être de couleurs bleue, noisette, ou brune.
Chaque année, l’AFCC organise un concours national de modèle et allures. Le premier championnat de France s'est tenu à Sarlat en 2005. De 2007 à 2010, ce concours s'est tenu au haras national de Rodez. Celui de 2012 a eu lieu à Saint-Hippolyte.

## Utilisations

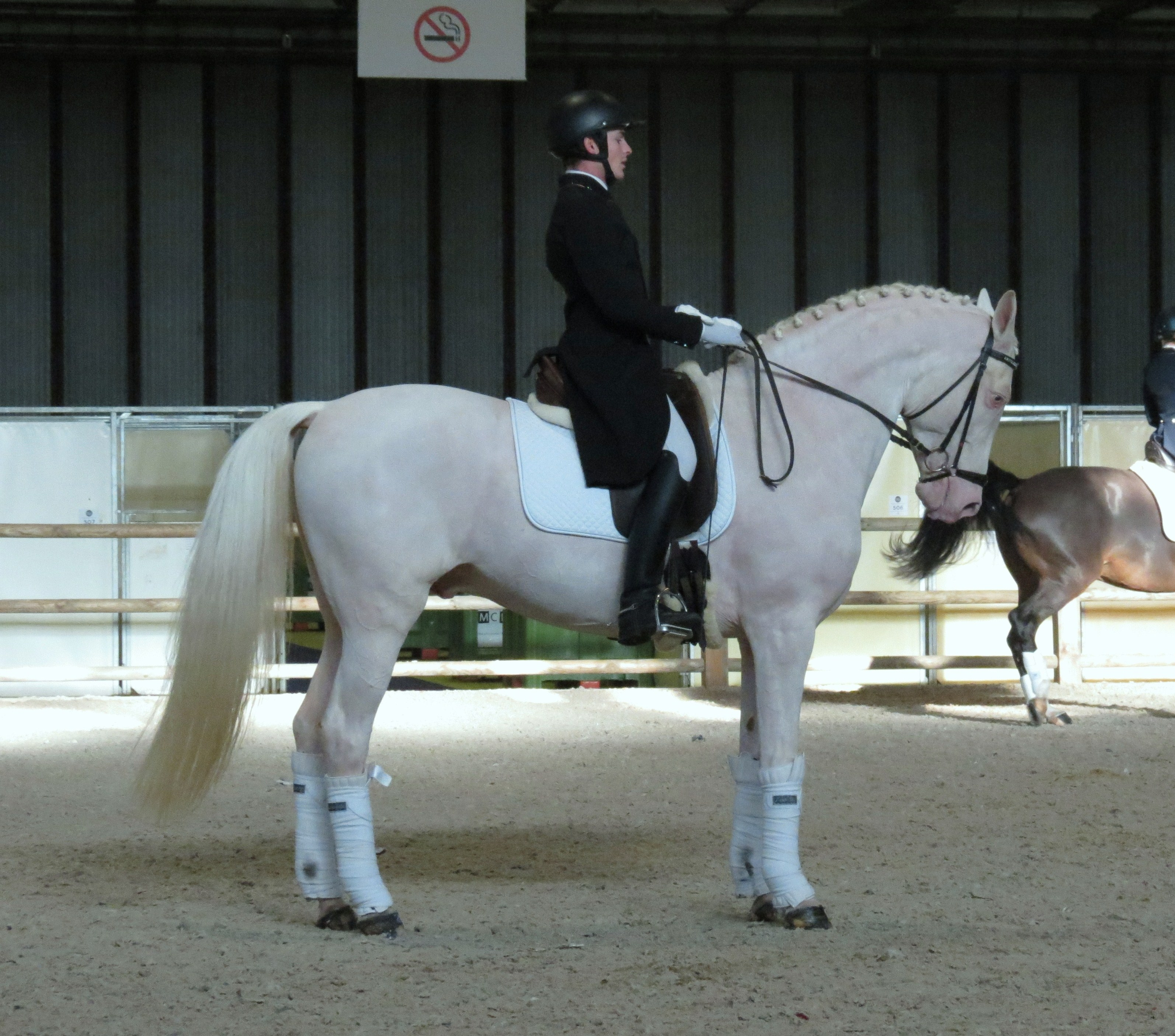
Étalon de « race » crème.

Les préjugés liés à sa couleur de robe limitent la perception des utilisations possibles de ces chevaux. Le cheval crème est surtout utilisé pour l'équitation de loisir. L'association de race le décrit comme polyvalent, pouvant convenir à de nombreuses disciplines équestres, dont le saut d'obstacles, le dressage, l'équitation western pour les modèles typés Quarter, l'endurance pour les typés Arabe et le TREC. L'orientation d'élevage français privilégie la recherche du cheval de sport. Aux États-Unis, ces chevaux sont surtout destinés aux exhibitions (shows), aux parades, aux rodéos, à l'équitation de loisir et au travail du bétail,. Ils sont occasionnellement montés en saut d'obstacles, gymkhana et équitation western (barrel racing), ou encore attelés.
Sa robe en fait un cheval de spectacle très recherché. Il est réputé facile à dresser, grâce à ses capacités d'apprentissage. L'Académie du spectacle équestre à Versailles utilise depuis 2003 une cavalerie de chevaux crème.

## Diffusion de l'élevage

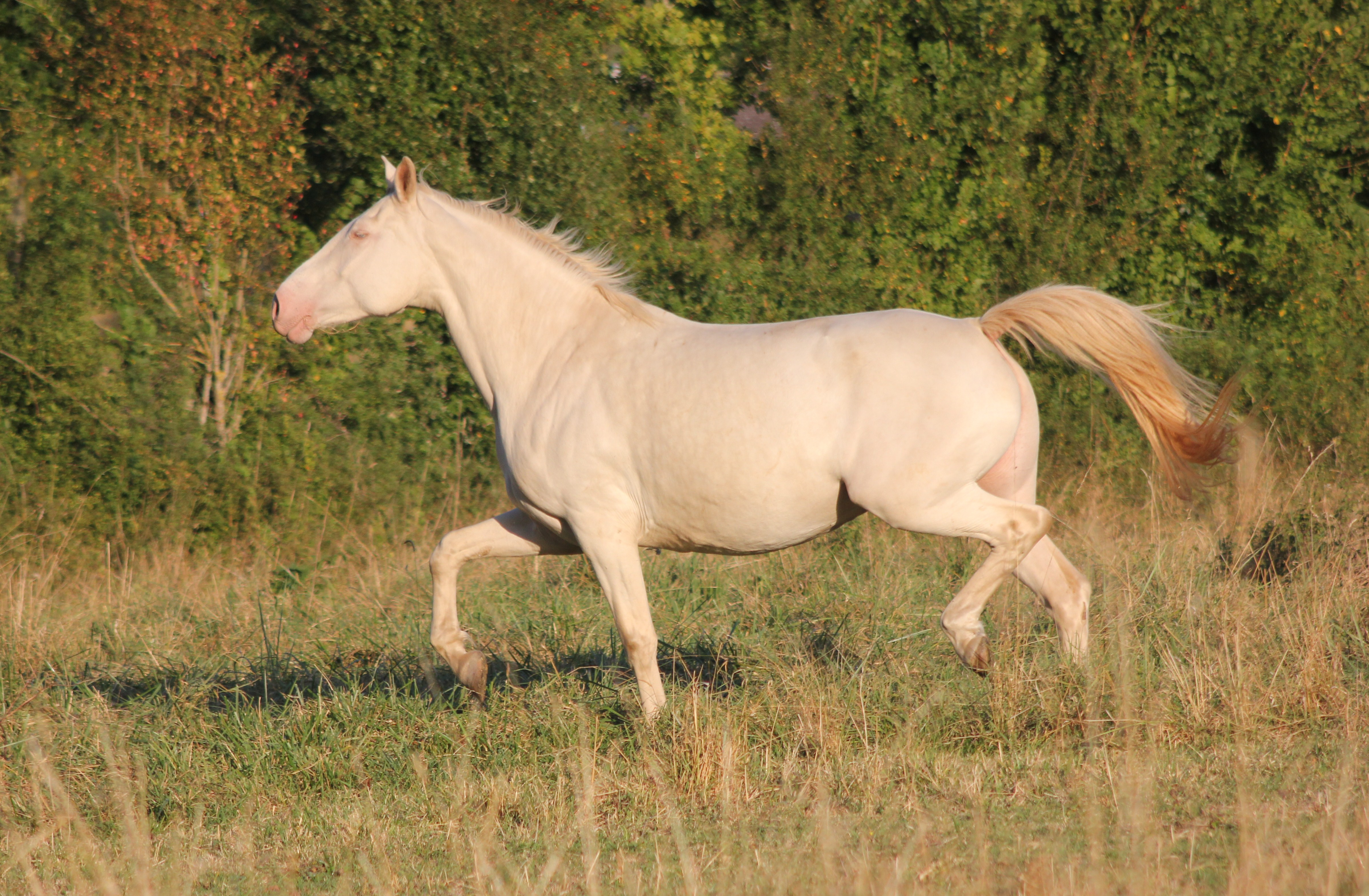
Jument crème.

Les 8 000 chevaux répertoriés dans le monde en 2016 se trouvent principalement aux États-Unis. Le registre américain est tenu (2009) à Naper, dans le Nebraska. Au niveau mondial, la race est en expansion. L'ouvrage Equine Science (4e édition de 2012) classe le Crème parmi les races de chevaux de selle d'origine américaine connues au niveau international.
En France, le Crème est considéré comme une race locale d'origine exotique. Avec 115 élevages et 22 étalons en activité en 2013, les effectifs français sont réduits, mais ils progressent. Les chevaux crème sont élevés dans toutes les régions de France, avec une plus forte densité dans le Sud et le Sud-Ouest. Il existe aussi des sujets en Belgique. 